# Emanuel Fernandes
Emanuel Fernandes (Valentim Gentil, 6 de março de 1956) é um político brasileiro filiado ao PSDB. Foi prefeito de São José dos Campos e deputado federal por São Paulo, além de secretário de Estado (comandou as pastas de Habitação e Planejamento). É servidor aposentado do INPE (Instituto Nacional de Pesquisas Espaciais), onde foi membro da Missão Especial Brasileira Completa e superintendente de planejamento.

## Formação
Emanuel Fernandes formou-se em engenharia aeronáutica, em 1981, pelo ITA. Fez mestrado em análise de sistemas e aplicações no INPE entre 1982 e 1987, órgão no qual foi superintendente de planejamento entre os anos de 1989 e 1992. Foi professor voluntário do curso CASD Vestibulares em São José dos Campos entre os anos de 1978 e 1980.

## Carreira política
Começou sua atuação política como presidente do centro acadêmico do ITA, entre 1979 e 1980.
Foi filiado ao PMDB entre 1982 e 1989, e desde então é filiado ao PSDB, partido no qual ajudou a fundar e implantar em São José dos Campos e no Vale do Paraíba. Foi presidente regional do partido até 1991. Candidatou-se a Prefeitura de São José dos Campos em 1992, mas foi derrotado por Angela Guadagnin.
Em 1994, candidatou-se a deputado federal e conquistou a suplência do partido. Em junho de 1996 assume uma vaga na Câmara dos Deputados como suplente. Neste mesmo, ano candidatou-se novamente à prefeitura e venceu o ex-prefeito Pedro Yves.
Em 2000 foi reeleito, derrotando a deputada e ex-prefeita Angela Guadagnin. Emanuel concluiu seu mandato na Prefeitura de São José dos Campos com mais de 60% de aprovação[carece de fontes?] e conseguiu eleger o seu sucessor Eduardo Cury em 2004.
Foi secretário de Habitação do Estado de São Paulo de 2005 a 2006. Eleito deputado federal em 2006 com 328.486 votos, sendo o 5º mais votado de São Paulo e o mais votado do PSDB em todo Brasil. Em 2010, foi reeleito com 218.789 votos, mas assumiu a Secretaria de Planejamento e Desenvolvimento Regional do Estado de São Paulo no início de 2011, a convite do então governador Geraldo Alckmin. No fim do mesmo ano, deixa a secretaria para voltar a exercer seu cargo de parlamentar.

## Vida pessoal
Emanuel é viúvo de Juana Blanco Gomez, tem uma filha e dois enteados.

## Controvérsias

### Licitação do transporte
Emanuel foi condenado por manter serviços de transporte coletivo sem licitação durante seu mandato como prefeito. Com a decisão, Emanuel perdeu seus direitos políticos por três anos.
Emanuel chegou a recorrer contra a decisão, mas as apelações foram negadas em todas as instâncias - a última delas, no STF (Supremo Tribunal Federal).
A Justiça Eleitoral também cancelou a filiação do ex-prefeito de São José dos Campos ao PSDB após a condenação, em última instância, por improbidade administrativa.
Emanuel retornou ao partido em março de 2024. 